# Luis Manuel Cano Juárez
Luis Manuel Cano Juárez (1973) es un político, catedrático y abogado mexicano.

## Biografía
Originario de la Ciudad de Tepeji del Río, Hidalgo, es abogado egresado de la Universidad Tecnológica de México (UNITEC).
Es miembro Activo del Partido Acción Nacional (PAN) desde el año de 1998. Ha ocupado las siguientes carteras en el CDM del PAN en Tepeji: Secretaría de Asuntos Electorales, Secretario de Afiliación, subcoordinador de Regidores en la H. Asamblea de Cabildo en el Municipio de Tepeji del Río; Hidalgo, representante propietario ante el IFE en el 5 Distrito Electoral en el estado de Hidalgo en comicios para la presidencia de la República 2000 y 2006 por el Partido Acción Nacional.
Prestó sus servicios en: Tribunal Fiscal de la Federación en la Decimoprimera Sala Regional Metropolitana como Proyectista de Sentencias, Catedrático en la Escuela Preparatoria Tepejana perteneciente al Centro de Estudios Superiores del Estado de Hidalgo (CENHIES) Impartiendo las partituras de Introducción al estudio de las Ciencias Sociales, Historia de México I y II, Estructura Socioeconomica de México, Derecho y Sociología.
En Materia Política, se desempeñó como Regidor Constitucional en el Municipio de Tepeji del Río, Hidalgo, desempeñando las siguientes comisiones: Hacienda Municipal (Representante de Fracción), Reglamentos, Mercados y Abastos (Coordinador), Conciliación y Jurídico (Secretario), Legislación y Gobierno (Coordinador), Registro Civil (Secretario), Obras Públicas(Vocal) y Sanidad y Salud Municipal (Secretario).
- Datos: Q5983850